# 떡볶이
떡볶이는 떡면(가는 가래떡)을 주재료로 하는 한국 요리이다. 일반적인 떡볶이는 밀떡, 쌀떡, 어묵, 채소, 고추장 등의 양념을 넣어 볶은 음식으로 한국의 대표적 길거리 음식이다. 고추장과 간장을 기본으로 양념할 수 있는데 전자가 가장 대표적인 형태다.
일반적으로 분식점과 노점상에서 많이 판매하며 보통 떡볶이와 함께 다른 음식을 곁들여 먹는 경우가 흔하다. 일반적으로 튀김류에 떡볶이 양념을 묻혀 먹기도 하며, 김밥과 순대와 곁들이기도 한다.

## 역사
현대 한국에서 즐겨먹는 고추장 떡볶이는 한국 전쟁 직후에 개발된 음식이다. 이전에 궁중에서 먹던 떡볶이는 간장 양념에 재어둔 쇠고기를 떡과 같이 볶아서 만들었다고 한다. 
'시의전서(是議全書)'에서는 "다른 찜과 같은 방법으로 조리한다. 흰떡을 탕무처럼 썰어 잠깐 볶는다. 다른 찜과 같은 재료가 모두 들어가지만 가루즙은 넣지 않는다"라는 조리법이 설명되어 있으며, '주식시의(酒食是儀)'에서는 떡을 잘라 기름을 많이 두르고 쇠고기를 가늘게 썬 것과 함께 넣어 볶는다고 나와 있다. 조선무쌍신식요리제법에서도 궁중 떡볶이에 관한 내용을 언급하기도 했다.
현대의 고추장 떡볶이는 1953년에 마복림(1921~2011)이 광희문 밖 개천을 복개한 서울 신당동 공터에서 길거리식당 음식으로 팔던 것에서부터 시작되었다. 처음에는 연탄불 위에 고추장과 춘장을 섞은 양념으로 만들었다. 이후 1970년대 MBC 표준FM의 "임국희의 여성살롱"이란 프로그램에서 신당동 떡볶이골목이 소개되면서 전국적으로 퍼져 나가게 되었다.
한국의 대표적인 길거리 음식으로 잘 알려져 있지만 요즘에는 한식 세계화 과정에서 고급화와 다양화되고 조리법의 노하우 등을 기반으로 한 브랜드화도 이루어지고 있다.  NFL 휴스턴 텍선스의 홈구장에서 미식축구구장 최초로 한국식 고추장 떡볶이를 판매하는 등 세계 각국에서도 떡볶이를 직접 판매하는 매장이 늘고 있다.

## 종류
떡볶이는 고추장을 사용해 매운 맛을 내는 고추장 떡볶이와 간장을 사용하는 간장 떡볶이로 그 종류를 나눌 수 있다. 원래 궁중에서 발달한 떡볶이는 간장 양념에 재워둔 쇠고기를 떡과 같이 볶아서 만들었기 때문에 매운 맛이 아니었으며, ‘궁중 떡볶이’로 불린다.
보통 떡볶이 하면 연상되는 고추장 떡볶이는 대개 고추장과 설탕을 써서 매운 맛과 단 맛을 내는데 보통 매운 맛을 내는 고추장 등의 양념과 단 맛을 내는 설탕이나 물엿 등을 섞은 양념장에 떡을 섞은 뒤 졸여서 볶아낸다. 지역에 따라 여기에 케첩, 후추, 겨자 등의 재료를 첨가하여 독특한 맛을 내기도 한다. 또한 고추장 떡볶이 소스의 감칠맛을 내기 위하여 짜장과 혼합하여 만드는 경우도 있으며, 또는 커리와 혼합하여 만드는 경우도 있다.
떡은 떡면(떡볶이떡) 또는 가래떡을 사용하며 떡의 주재료가 쌀가루로 만들었냐 밀가루로 만들었냐에 따라 '밀떡볶이'와 '쌀떡볶이'로 나뉘기도 한다. 떡볶이가 처음 나오던 시절에는 한국 전쟁 이후에 흔해진 밀가루로 만든 떡을 사용하였다. 이후 쌀가루로 만든 쌀떡볶이가 나온 이후에도 사용되는 곳이 많다. 밀떡볶이는 떡볶이 국물의 점도가 매우 높아지고, 쌀떡볶이는 오래 끓여도 탄력성이 유지되는 특징이 있다. 때문에 밀떡과 쌀떡을 섞어 판매하는 곳도 많다. 밀가루에 녹말가루를 섞어 만든 떡으로 만든 떡볶이도 있으며 더 쫄깃하고 잘 퍼지지 않는 특징이 있다. 색깔은 노란색인데 익히면 흰색에 가까워진다.
추가하는 양념의 종류에 따라서 치즈 떡볶이, 까르보나라 떡볶이, 짜장 떡볶이, 커리 떡볶이, 로제 떡볶이, 크림 떡볶이 등의 다양한 떡볶이가 있으며, 추가할 수 있는 양념은 무궁무진하다. 가장 흔한 고추장 떡볶이 역시 배합과 양념에 따라 맛의 차이가 많이 달라지게 된다.
- 국물떡볶이: 국물떡볶이는 일반적인 떡볶이 보다 국물이 많이 들어 있는 떡볶이의 일종이다.
- 기름떡볶이: 기름떡볶이는 기름과 떡을 중심으로 국물을 최소화한 것이 특징이다.
- 간장떡볶이: 간장떡볶이는 간장을 주요 양념으로 해서 만든 떡볶이다. 매운 것을 잘 먹지 못하는 어린이들에게 인기가 많다.
- 궁중떡볶이: 궁중떡볶이는 일반 떡볶이 같은 고추장이 아닌 간장을 바탕으로 만들고, 소고기를 같이 넣어서 만든 음식이다. 기본적으로 맵진 않으나 짭조름함을 가진 음식이다. 또 다른 종류의 떡볶이인 간장떡볶이와 비슷하다.
- 치즈떡볶이: 치즈 떡볶이는 완성된 떡볶이 위에 치즈를 얹거나 떡 속에 치즈가 들어 있는 떡볶이를 말한다. 보통 분식집에서 판매되며, 집에서 쉽게 만들어 먹을 수 있는 음식이다. 개인의 취향에 따라 그 위에 녹차가루, 허브가루, 깨, 파슬리 등을 뿌려 먹기도 한다.[9]
- 커리떡볶이: 커리떡볶이는 떡볶이 특유의 고추장 소스를 대신하여 커리 소스로 만든 것으로 커리 특유의 맛이 난다. 개인의 취향에 따라 다르지만 거의 대부분 어묵을 넣는 경우도 있으며, 또는 넣지 않는 경우도 있으며, 당근, 양파, 양배추, 쇠고기, 돼지고기 등을 넣고 만든다. 커리떡볶이의 커리 소스도 개인의 취향에 따라서 고추장과 혼합하여 만드는 경우도 있다.
- 짜장떡볶이: 짜장떡볶이는 떡볶이 특유의 고추장 소스를 대신하여 짜장 소스로 만든 것으로 짜장 특유의 맛이 난다. 개인의 취향에 따라 다르지만 거의 대부분 어묵을 넣는 경우도 있으며, 또는 넣지 않는 경우도 있으며, 당근, 양파, 양배추, 쇠고기, 돼지고기 등을 넣고 만든다. 짜장떡볶이의 짜장 소스도 개인의 취향에 따라서 고추장과 혼합하여 만드는 경우도 있다.
- 크림떡볶이: 까르보나라 떡볶이라고도 하며 크림파스타에서 변형되어 만들어졌다. 기존의 떡볶이 특유의 고춧가루와 고추장을 대신하여 크림파스타에서 사용하는 크림소스를 가지고 만든 것이다. 어묵대신 베이컨을 넣는다.
- 로제떡볶이: 우유, 크림, 토마토 소스를 섞어 만든 로제 소스를 베이스로 만들어진 떡볶이다. 떡 이외에 납작 당면, 베이컨, 소시지 등 다양한 토핑과 함께 먹을 수 있다. 최근 유튜브와 SNS를 통해 로제 소스를 활용한 음식들이 화제가 되고 있으며, 대다수의 떡볶이 프랜차이즈 브랜드에서 로제 떡볶이를 신메뉴로 출시하고 있다.[10]
- 즉석떡볶이: 즉석떡볶이는 테이블에 재료를 갖추고 손님이 직접 조리하여 먹는 떡볶이로 기본 재료인 양념, 떡, 어묵, 야채, 달걀, 튀김 등을 손님이 원하는대로 추가 및 배합할 수 있다. "떡볶이 뷔페"라고 하는 손님이 직접 재료를 골라 가져와 조리하는 곳도 있다.
- 마라떡볶이: 얼얼한 마라탕이 유행하면서 마라 떡볶이가 탄생
- 라볶이: 떡볶이 국물과 함께 미리 데쳐놓은 라면 사리를 넣어 조리한 음식. 떡볶이를 먹고 남은 국물을 쓰거나 떡볶이 국물을 처음부터 만들고 조리하기도 한다. 라면 사리 대신 우동과 쫄면 사리를 넣어 조리하기도 한다. 라볶이가 만들어진 유래는, 한 여고생이 떡볶이에 라면사리를 넣어 조리한 후 갖고 왔는데 그것을 가게 주인이 먹어본 이후 생각보다 맛있었다고 해서 라볶이를 만들게 되었다고 한다.
- 떡꼬치:  재료가 되는 떡이 떡볶이용 가래떡을 기름에 튀겨 소스를 바른 음식이다.

## 열량
기본 떡볶이는 1인분 기준으로 약 260kcal이다. 큰 통에 담아서 파는 배달 떡볶이는 1통 기준으로 약 1500-2600kcal이다.

## 사진

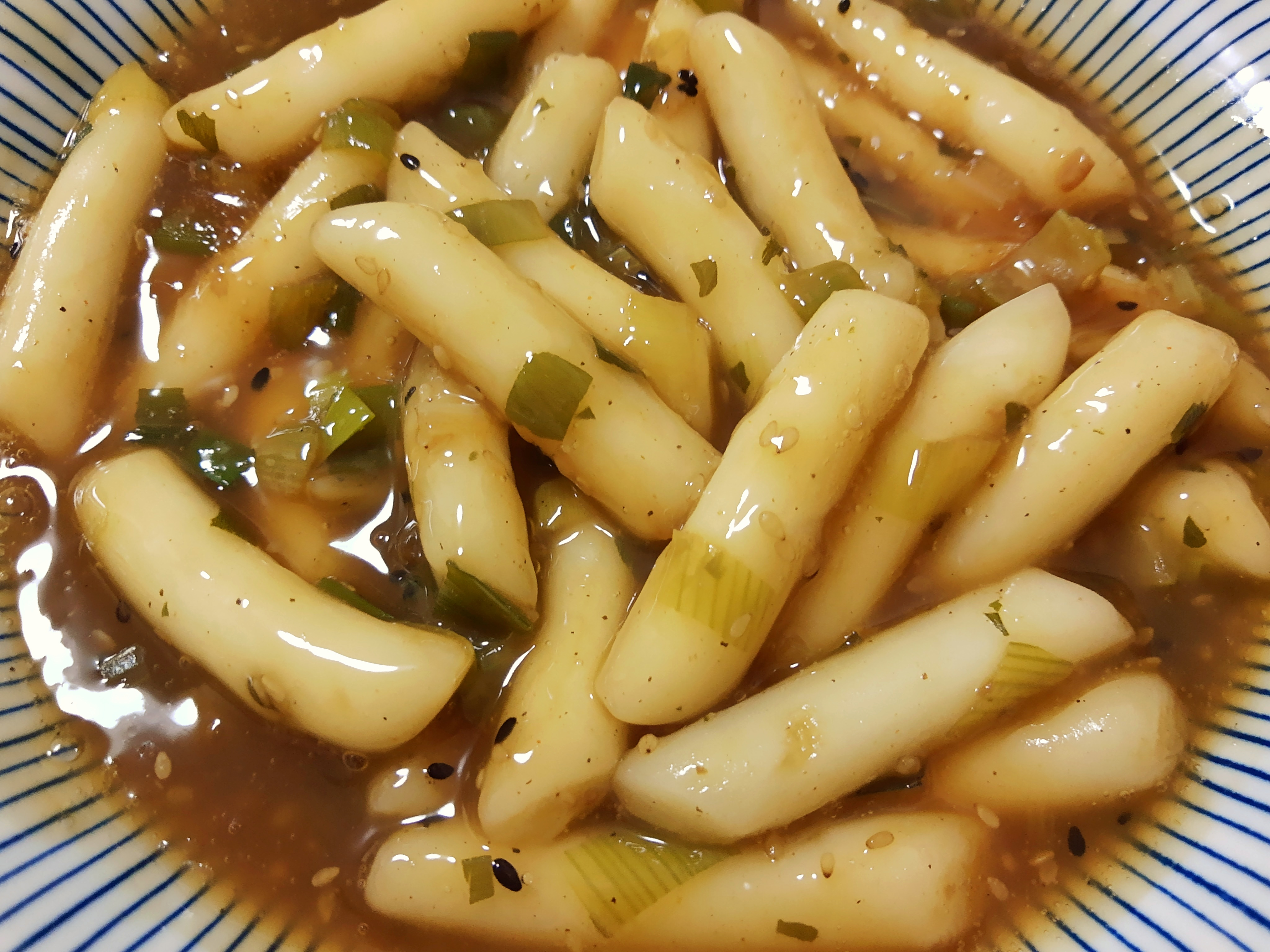
간장떡볶이
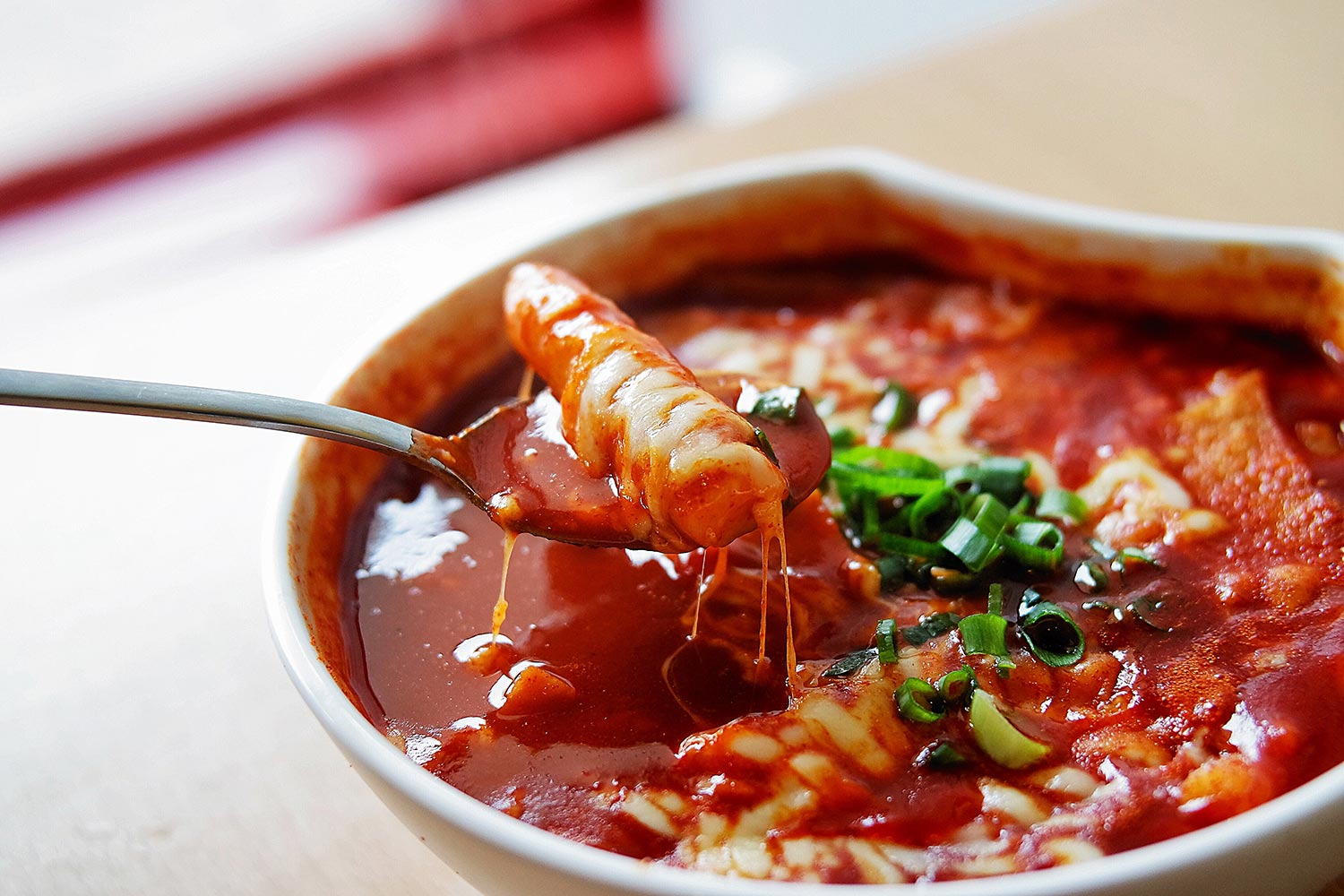
치즈떡볶이
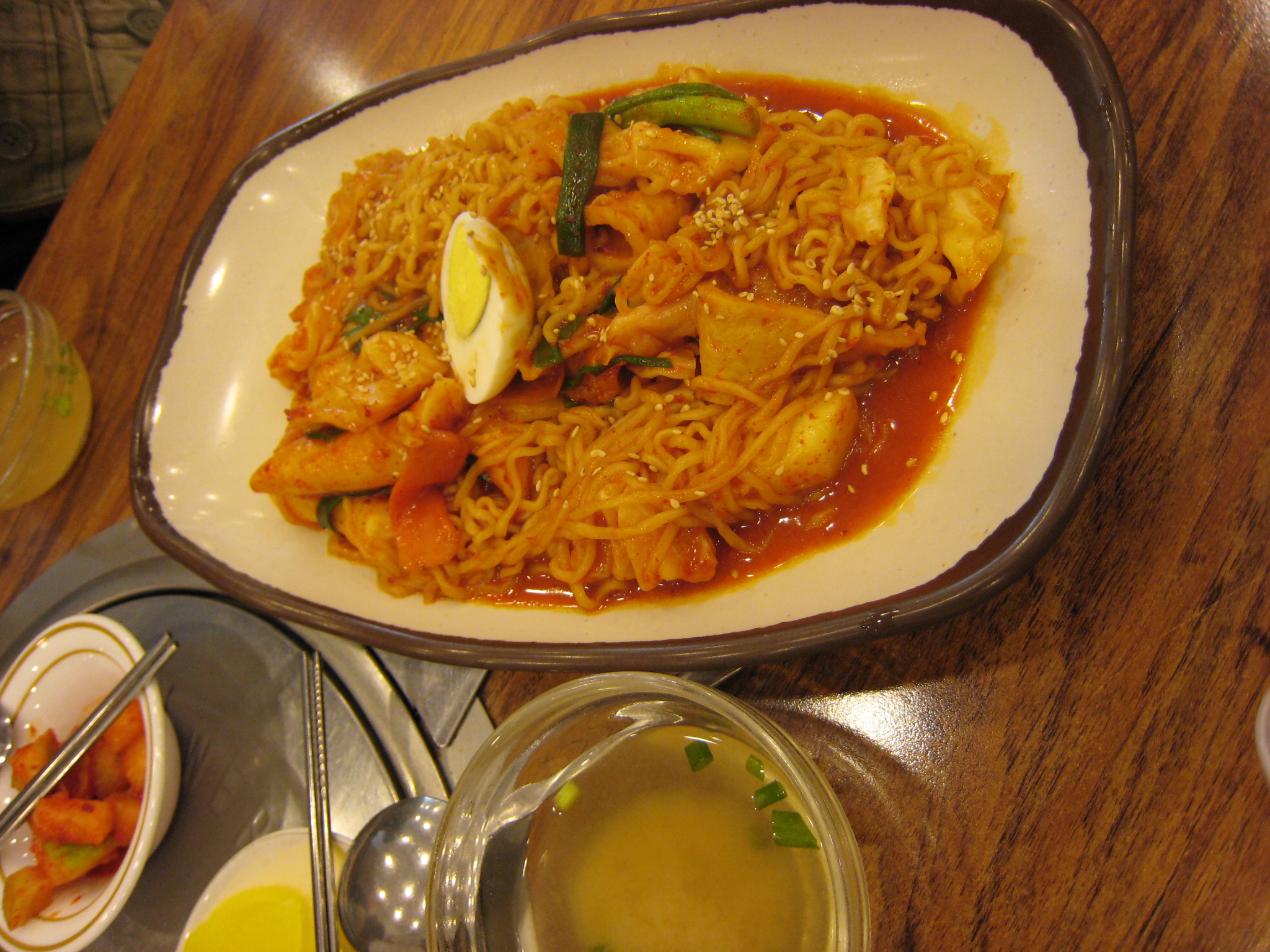
라볶이

## 같이 보기
- 떡국
- 떡꼬치
- 떡볶이&쌀면 페스티벌